# Tommaso Debenedetti
Tommaso Debenedetti (* 1969) ist ein italienischer Schriftsteller und Lehrer in Rom, der für das Verfassen von Fake News bekannt ist.

## Falschmeldungen

### Interviews
In den 2000er Jahren brachte Debenedetti mehrere italienische Zeitungen dazu, gefälschte, ausführliche Interviews zu veröffentlichen, die er angeblich mit verschiedenen berühmten Persönlichkeiten geführt hatte, darunter die amerikanischen Schriftsteller John Grisham, Gore Vidal und Philip Roth. Das letzte Interview wurde ihm zum Verhängnis: 2010 befragte ein Journalist von La Repubblica Roth zu Kritik an Barack Obama, die dieser angeblich in einem Interview für Libero geäußert hatte; Roth war verwirrt, da die Zitate seiner Meinung völlig widersprachen. Dies löste eine Medienreaktion und eine genaue Überprüfung der anderen Arbeiten von Debendetti aus.

### Fake News
Seit 2011 erstellt Debenedetti gefälschte X-Konten berühmter Persönlichkeiten aus aller Welt und verbreitet damit Fake News. Im Jahr 2012 führte eine Falschmeldung über den Tod des syrischen Präsidenten Assad zu einem weltweiten Anstieg des Ölpreises. Andere Twitter-Fälschungen von Debenedetti wurden von wichtigen Nachrichtenquellen aufgegriffen und täuschten viele Zeitungen, darunter die New York Times, The Guardian, USA Today und die Neue Zürcher Zeitung, sowie weltweit führende Politiker und Organisationen. Im Juni 2020 veröffentlichte Debenedetti einen gefälschten Tweet über den Tod von Milan Kundera unter einem Twitter-Account, der vorgab, von Petr Drulák, dem ehemaligen tschechischen Botschafter in Frankreich, zu stammen. Die Information wurde von der polnischen Zeitung Gazeta Wyborcza veröffentlicht, aber anschließend von Kunderas Familie, der tschechischen Botschaft in Frankreich und Drulák selbst dementiert. Im März 2022 meldete er fälschlicherweise den Tod des Autors Kazuo Ishiguro über einen Twitter-Account, der vorgab, von Faber and Faber zu stammen. Die Geschichte wurde von der Sendung Morning Ireland von RTÉ Radio 1 als Tatsache berichtet und später von Ryan Tubridy auf demselben Radiosender korrigiert. Im Jahr 2022 erstellte er einen gefälschten Twitter-Account, in dem er behauptete, Papst Benedikt XVI. sei gestorben. Im Oktober 2023 benutzte er einen Twitter-Account, der vorgab, der von Claudia Goldin zu sein, um fälschlicherweise zu behaupten, dass Amartya Sen verstorben sei. Im Juni 2025 behauptete er, dass die österreichische Dramatikerin, Schriftstellerin und Gewinnerin des Nobelpreises für Literatur 2004, Elfriede Jelinek, verstorben sei.

### Reaktionen
Debenedetti behauptete, er habe dies getan, „um zu zeigen, wie leicht es ist, die Presse im Zeitalter der sozialen Medien zu täuschen“. Mario Vargas Llosa zitierte Debenedetti in seinem Essay Notizen zum Tod der Kultur (verfasst 2015) als „Helden der Zivilisation des Spektakels“.